# کوچار، سین‌کیانگ
شهر کوچار (به اویغوری: كۇچار شەھىرى)(به چینی: 库车市، به پین‌یین: Kùchē Shì) یک شهر در سطح شهرستان در چین است که در ولایت آق‌سو واقع شده‌است. شهر کوچار ۱٬۰۷۲ متر بالاتر از سطح دریا واقع شده‌است.

## جمعیت
| ترکیب قومیتی شهر کوچار | ترکیب قومیتی شهر کوچار | ترکیب قومیتی شهر کوچار | ترکیب قومیتی شهر کوچار | ترکیب قومیتی شهر کوچار |
| ---------------------- | ---------------------- | ---------------------- | ---------------------- | ---------------------- |
| قومیت                  | قومیت                  |                        | درصد                   | درصد                   |
| اویغور                 | اویغور                 |                        | ۸۹٫۵٪                  | ۸۹٫۵٪                  |
| هان                    | هان                    |                        | ۹٫۹٪                   | ۹٫۹٪                   |
| هوئی                   | هوئی                   |                        | ۰٫۵٪                   | ۰٫۵٪                   |
| سایر                   | سایر                   |                        | ۰٫۱٪                   | ۰٫۱٪                   |
| منبع سرشماری جمعیت :   |                        |                        |                        |                        |

## تاریخچه
«ولایت اونسو» در سال ۱۹۰۲ میلادی، به مرکزیت اونسو تاسیس شد. شهر کوچار، در تابعیت شهرستان شایار، در این ولایت قرار گرفت.
در آوریل ۱۹۱۳ میلادی، مرکز ولایت از اونسو به آق‌سو منتقل شد و نام آن به «ولایت آق‌سو» تغییر کرد.
در سال ۱۹۱۳ میلادی، با جدا شدن از شهرستان شایار، شهرستان کوچار تاسیس شد.
در سال ۱۹۳۰، با جدا شدن از شهرستان کوچار، شهرستان توقسو تاسیس شد.
رسانه‌های بین‌المللی از شهر کوچار گزارش دادند که در یکی از اردوگاه‌های بازداشت و کار اجباری چین در این شهر، حدود ۱۵۰ شهروند اویغور-تبار در طول سال‌های ۲۰۱۷ و ۲۰۱۸ جان خود را در بازداشت از دست داده‌اند.
شهرستان کوچار در تاریخ ۲۰ دسامبر ۲۰۱۹ به «شهر در سطح شهرستان» ارتقاء یافت.